# Liste der finnischen Botschafter in Persien und Iran
Die Liste der finnischen Botschafter in Persien und Iran listet die akkreditierten Diplomaten der Republik Finnland in Persien und dessen Nachfolger Iran in der Zeit von 1934 bis heute (2011). Die Vertretung war von 1934 bis 1940 in Moskau, anschließend nach dem Zweiten Weltkrieg in Ankara in der Türkei und ab 1974 in Teheran.
| Ernennung Akkreditierung | Name                | Bemerkungen | ernannt von           | akkreditiert während der Regierung von | Posten verlassen |
| ------------------------ | ------------------- | ----------- | --------------------- | -------------------------------------- | ---------------- |
| 1934                     | Aarno Yrjö-Koskinen | Sitz Moskau | Pehr Evind Svinhufvud | Reza Schah Pahlavi                     | 1940             |
| 1948                     | Aarno Yrjö-Koskinen | Sitz Ankara | Juho Kusti Paasikivi  | Mohammad Reza Pahlavi                  | 1951             |
| 1951                     | Asko Ivalo          | Sitz Ankara | Juho Kusti Paasikivi  | Mohammad Reza Pahlavi                  | 1954             |
| 1954                     | Bruno Kivikoski     | Sitz Ankara | Juho Kusti Paasikivi  | Mohammad Reza Pahlavi                  | 1959             |
| 1959                     | Aaro Pakaslahti     | Sitz Ankara | Urho Kekkonen         | Mohammad Reza Pahlavi                  | 1966             |
| 1966                     | Hans Ruben Martola  | Sitz Ankara | Urho Kekkonen         | Mohammad Reza Pahlavi                  | 1967             |
| 1968                     | Åke Frey            | Sitz Ankara | Urho Kekkonen         | Mohammad Reza Pahlavi                  | 1974             |
| 1974                     | Kurt Uggeldahl      |             | Urho Kekkonen         | Mohammad Reza Pahlavi                  | 1979             |
| 1979                     | Martti Salomies     |             | Urho Kekkonen         | Mohammad Reza Pahlavi                  | 1979             |
| 1980                     | Unto Tanskanen      |             | Urho Kekkonen         | Abolhassan Banisadr                    | 1983             |
| 1983                     | Timo Jalkanen       |             | Mauno Koivisto        | Ali Chamene’i                          | 1987             |
| 1987                     | Tapani Brotherus    |             | Mauno Koivisto        | Ali Chamene’i                          | 1991             |
| 1991                     | Eero Saarikoski     |             | Mauno Koivisto        | Ali Akbar Haschemi Rafsandschani       | 1996             |
| 1996                     | Antti Koistinen     |             | Martti Ahtisaari      | Ali Akbar Haschemi Rafsandschani       | 2001             |
| 2001                     | Yrjö Karinen        |             | Tarja Halonen         | Mohammad Chatami                       | 2005             |
| 2005                     | Heikki Puurunen     |             | Tarja Halonen         | Mahmud Ahmadinedschad                  |                  |